# Trzy kolory. Biały
Trzy kolory. Biały (fr. Trois couleurs: Blanc) – komediodramat filmowy z 1993 roku w reżyserii Krzysztofa Kieślowskiego, nakręcony w koprodukcji francusko-polsko-szwajcarskiej według scenariusza napisanego wraz z Krzysztofem Piesiewiczem. Za produkcję filmu odpowiadał Marin Karmitz. Osią fabularną filmu jest zemsta polskiego fryzjera (Zbigniew Zamachowski) na francuskiej małżonce (Julie Delpy), która pozbawiła go majątku i sprowadziła na skraj nędzy.
Biały jest drugą częścią trylogii Trzy kolory, w skład której wchodzą również filmy Trzy kolory. Niebieski (1993) i Trzy kolory. Czerwony (1994). Tytułowe trzy kolory nawiązują do barw flagi Francji i hasła rewolucji francuskiej (1789–1799) „Wolność, równość, braterstwo”.
Film nakręcono w Warszawie oraz Grodzisku Mazowieckim.

## Opis fabuły
Karol, polski fryzjer ożeniony z Francuzką Dominique, w związku ze stresem wywołanym obecnością w obcym kraju okazuje się impotentem. Zawiedziona impotencją małżonka Dominique rozwodzi się z nim, zabierając mu cały majątek i zrywając z nim wszelkie znajomości. Pozostawiony na ulicy z jedną walizką Karol próbuje zarobić na bilet powrotny do Polski, grając w metrze na grzebieniu. Poznaje tam innego Polaka, Mikołaja, zdesperowanego intelektualistę pozbawionego sensu życia. Mikołaj pomaga fryzjerowi wrócić do kraju, przemycając go w bagażu podczas podróży samolotem. Jednak walizka z Karolem zostaje skradziona w Polsce. Złodzieje, uznając „zawartość” walizki za nieprzydatną, biją dotkliwie Karola i zostawiają go na wysypisku śmieci.
Mimo nieprzyjemnych perypetii Karol odzyskuje chęć życia i nabiera pewności. Decyduje się zbić majątek, zaczynając od dorabiania w zakładzie fryzjerskim swego brata Jurka, potem zostaje ochroniarzem w jednym z kantorów. Podsłuchawszy rozmowę swoich pracodawców, na jej podstawie przeprowadza półlegalną transakcję finansową i zdobywa majątek. Jako prezes międzynarodowej spółki handlowej próbuje bez powodzenia się skontaktować z Dominique, po czym szykuje zemstę na niej. Upozorowawszy własną śmierć, majątek zapisuje eks-małżonce, która zostaje zwabiona perspektywą spadku do Warszawy. Wróciwszy po pogrzebie do swego pokoju hotelowego, kobieta zastaje tam całkiem żywego Karola, z którym spędza noc. Następnego dnia Dominique, nie mając przy sobie Karola, zostaje aresztowana przez polską policję pod zarzutem malwersacji finansowych. Film kończy scena, w której Karol spostrzega Dominique spoglądającą nań z okna zakładu karnego. 

## Obsada
- Zbigniew Zamachowski – Karol Karol
- Julie Delpy – Dominique Vidal
- Janusz Gajos – Mikołaj
- Jerzy Stuhr – Jurek, brat Karola
- Cezary Pazura – właściciel kantoru
- Grzegorz Warchoł – „Elegant”, partner właściciela kantoru
- Jerzy Trela – pan Bronek, kierowca Karola
- Jerzy Nowak – stary farmer
- Aleksander Bardini – notariusz
- Cezary Harasimowicz – inspektor policji
- Bartłomiej Topa – Jacek, pracownik firmy Karola
- Barbara Dziekan – pani Ewa, kasjerka w kantorze
- Marzena Trybała – pracownica Hotelu Marriott
- Piotr Machalica – człowiek pod kantorem
- Aleksander Kalinowski
- Małgorzata Prażmowska

## Ścieżka dźwiękowa
Trois Couleurs: Blanc (Bande Originale Du Film) – muzykę do filmu skomponował Zbigniew Preisner, nagrania ukazały się w 1994 roku nakładem wytwórni muzycznej Virgin. W 1997 roku płyta uzyskała w Polsce certyfikat złotej.
Lista utworów
1. „The Beginning” – 1:17
2. „The Court” – 1:04
3. „Dominique Tries To Go Home” – 1:14
4. „A Chat In The Underground” – 2:11
5. „Return To Poland” – 1:26
6. „Home At Last” – 1:23
7. „On The Wisla” – 1:12
8. „First Job” – 0:49
9. „Don’t Fall Asleep” – 0:46
10. „After The First Transaction” – 1:21
11. „Attempted Murder” – 1:23
12. „The Party On The Wisla” – 1:49
13. „Don Karol I” – 0:53
14. „Phone Call To Dominique” – 0:37
15. „Funeral Music” – 1:30
16. „Don Karol II” – 0:54
17. „Morning At The Hotel” – 2:26
18. „Dominique’s Arrest” – 1:48
19. „Don Karol III” – 1:25
20. „Dominique In Prison” – 2:25
21. „The End” – 2:27

## Odbiór
Biały, jako jedyny film trylogii z elementami komicznymi, interpretowano jako mieszaninę różnych styli gatunkowych: filmu gangsterskiego, komedii, melodramatu. Odnajdywano w nim również nawiązania do konkretnych reżyserów, wśród nich – Charliego Chaplina (np. Świateł wielkiego miasta), Andrzeja Wajdy (aluzja do Popiołu i diamentu), a także do dzieł własnych. Mimo to, jak argumentowała Bogumiła Fiołek-Lubczyńska, Białego przy całej jego intertekstualności nie można nazwać filmem postmodernistycznym:

Postmodernizm filmowy wyrasta z pewnej niemocy twórczej, utraty wiary w czysty obraz, w możliwość nawiązania kontaktu z odbiorcą. Kieślowski być może do twórczych optymistów nie należy i nawiązując do ideałów tradycji (np. rewolucji francuskiej) jednocześnie im zaprzecza, to jednak wierzy w moc oddziaływania obrazu oraz kontakt ze swoim inteligentnym odbiorcą. Kieślowski postmodernistą na pewno nie jest.

## Nagrody i nominacje
Międzynarodowy Festiwal Filmowy w Berlinie
- Srebrny Niedźwiedź dla najlepszego reżysera – Krzysztof Kieślowski
- Złoty Niedźwiedź (nominacja)

Europejska Akademia Filmowa
- Najlepszy europejski film roku – Marin Karmitz (nominacja)

Złota Kaczka
- Najlepszy film polski – Krzysztof Kieślowski